# Gファルコン
Gファルコンは、テレビアニメ『機動新世紀ガンダムX』に登場する架空の戦闘機。

## 機体解説
第7次宇宙戦争に旧地球連邦軍がガンダムタイプのモビルスーツ支援用に開発したMSキャリアータイプの高機動大型戦闘機。旧連邦軍のガンダムタイプとの運用を前提に設計されている。AパーツとBパーツの2部分に分割できるようになっており、ガンダムタイプを収納する事で、最前線への迅速なMSの投入が可能となる。主要な兵装とスラスターを備えるBパーツは大火力の兵装とその高出力スラスター群により各ガンダムタイプと合体する事で機動性と火力を強化する事ができ、砲撃戦仕様のガンダムレオパルドに飛行能力を与える事も可能。また、単機での戦闘能力も充分に持ち合わせており、劇中でも単独で多数のMSを撃破している。本体の装甲はガンダムタイプと同じルナチタニウム合金製であり、大気圏突入も可能な耐久性を持っている。本体底部にはMS捕獲用の大型アームも搭載されており、アニメ第33話でガンダムダブルエックスを回収する際に使用している。サテリコンが保有していた機体は、戦時完成が間に合わずに放棄されていたものを戦後、サテリコンが回収・完成させたものとなる。
後にフリーデンの戦力として用いられる事となる。パイロットはサテリコン所属のパーラ・シス。
バルカン砲
Aパーツに装備される。高速での命中精度には高い評価があり、初登場にはこの武装のみで革命軍のMSを数機まとめて撃墜している。
赤外線ホーミングミサイル
Bパーツに装備される。赤外線によるホーミングが可能な小型ミサイル。電波が使えないAW世界では貴重な武装でもある。
拡散ビーム砲
Bパーツ左右に2門装備されたビームキャノン砲。複数の敵を一瞬で消滅させる威力を持つ。

### 各種合体形態
第7次宇宙戦争当時の各種ガンダムタイプとの合体を想定して開発されながらも、戦後に開発されたガンダムダブルエックスとも合体可能である。キッド・サルサミルによる微改造が加えられガンダムエアマスターバーストやガンダムレオパルドデストロイとも合体可能となり、36話でエアマスターバーストはコンピューター上で合体形態が描かれ、レオパルドデストロイは反連邦勢力の基地内で実際に合体しテスト飛行も行っている。Gファルコン登場時にフリーデンが保有していた本来の運用機であるガンダムXは既にキッドによる大幅な改修が加えられてガンダムXディバイダーとなっていた。
『ガンダムダブルエックス』合体形態
詳細は『ガンダムダブルエックス#Gファルコンダブルエックス』を参照。
『ガンダムエアマスターバースト』合体形態
Bパーツのみを用いる。ファイターモードの速度がより向上し、第7次宇宙戦争当時の高速巡洋艦を凌駕する出力を発揮する。
『ガンダムレオパルドデストロイ』合体形態
Bパーツのみを用いる。飛行用ユニットとなる他、機動性の向上により各種ビーム兵器を効率よく使用する事が可能で、宇宙空間で360度死角のない砲撃ができる。火力ではガンダムダブルエックスを凌ぐ面を持つ。
一方で、『コミックボンボン』誌掲載時においてはレオパルドデストロイを格納した状態の画稿も掲載され、レオパルドデストロイの火力を生かした重爆撃機として使用可能とした説明も見られた。
『ガンダムエックス』合体形態
トレーディングカードゲーム「ガンダムウォー」第17弾「不敗の流派」(2006年8月発売)収録カード「ガンダムX (Gファルコン)」にて描かれた形態。サテライトキャノン装備型のガンダムエックスにサテリコン機と同カラーのGファルコンが合体している。
『ガンダムレオパルド』合体形態
トレーディングカードゲーム「ガンダムウォー」第17弾「不敗の流派」(2006年8月発売)収録カード「ガンダムレオパルド (Gファルコン装備)」にて描かれた形態。ガンダムレオパルドの背部にサテリコン機と同カラーのGファルコン(Bパーツ)が合体している。
『ガンダムエアマスター』合体形態
トレーディングカードゲーム「ガンダムウォー」第17弾「不敗の流派」(2006年8月発売)収録カード「ガンダムエアマスター (Gファルコン装備)」にて描かれた形態。ファイターモードとなったガンダムエアマスターの後部にサテリコン機と同カラーのGファルコン(Bパーツ)が合体している。

## 劇中の活躍
本編第32話において、損傷したガンダムダブルエックスを回収。サテリコンが宇宙革命軍の手により壊滅させられた後はパーラ共々フリーデンに合流した。
また、本編の9年後を描いた外伝作品『機動新世紀ガンダムX〜UNDER THE MOONLIGHT〜』では、経緯は不明だが「ローザ・ローザ」に1機格納されていた。しかし、パイロットの技量の関係で牽制の役割を担うに留まった。後にブラック・ホーネットによってガンダムXが鹵獲された際はローザII世が飛行艇へ突入。複数の砲撃を受け、Aパーツ・Bパーツ共に中破してしまった。右腕をガンダムベルフェゴールによって破壊されたGXをアームを使って搬送している描写がある。

## Gファルコン・デルタ
漫画『機動新世紀ガンダムX外伝 ニュータイプ戦士ジャミル・ニート』(『機動新世紀ガンダムX』3巻(ISBN 978-4063218039)収録)に登場した機体。Gファルコンの試作機の内の一機であり、第7次宇宙戦争にて地球連邦軍のキナ中尉が登場した。テレビ本編におけるGファルコンと比較するとBパーツミサイルコンテナ部の省略やAパーツ翼部の省略等の差異が見られる。
作中ではランスロー・ダーウェルが搭乗するベルディゴによってAパーツを破壊されるが、最終決戦後においては大破したガンダムエックスの元へ宇宙漂流していたBパーツがかけつけ、大気圏突入に使用された。